# Baeoura obtusistyla
Baeoura obtusistyla is een tweevleugelige uit de familie steltmuggen (Limoniidae). De soort komt voor in het Oriëntaals gebied.